# Alexandre Cardoso
Alexandre Aguiar Cardoso GOMM (Duque de Caxias, 3 de maio de 1952) é um médico e político brasileiro filiado ao Partido Verde (PV). Foi deputado federal por cinco mandatos e prefeito de Duque de Caxias entre 1° de janeiro de 2013 e 31 de dezembro de 2016.

## Formação
Alexandre Cardoso se formou em Medicina, Faculdade de Medicina, Petrópolis - RJ, 1971-1976; Direito, SUAM-RJ, 1982-1986. Especialização em Medicina do Trabalho, Faculdade Gama Filho-RJ, 1978; Administração Hospitalar, UERJ em 1979. Pós-Graduado em Medicina Canabinoide pela USP

## Carreira política

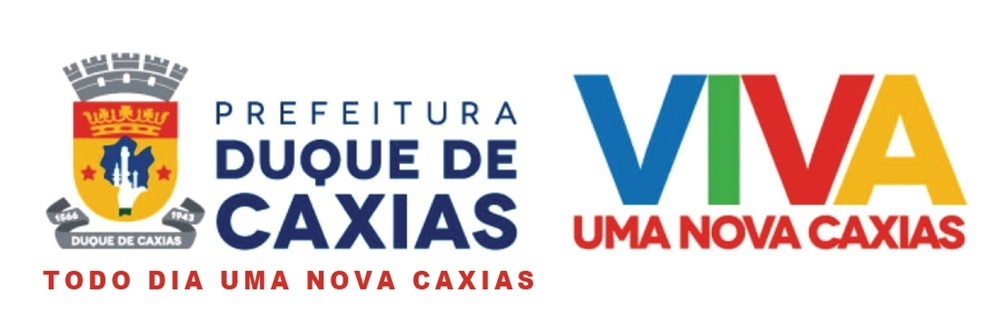
Logo da gestão como prefeito

Filiado ao PSB do Rio de Janeiro de 1988 a 2015, foi eleito cinco vezes (1994, 1998, 2002, 2006 e 2010) deputado Federal e duas vezes (1990 e 1994) deputado estadual. Foi Secretário Estadual de Saneamento e Recursos Hídricos do governo de Anthony Garotinho e Secretário Estadual de Ciência e Tecnologia na gestão de Sergio Cabral Filho. Desde 1994, se candidatou e se elegeu ao cargo de deputado federal. Durante sua carreira política, participou de comissões como deputado estadual e deputado federal. Na Alerj, destacou-se como relator do Sistema Tributário e presidente da Comissão de Saúde e Direitos Humanos. Na Câmara dos Deputados, presidiu a Comissão de Fiscalização Financeira e Controle e a Comissão Especial de Reforma Política. Foi líder do PSB na Câmara Federal por três vezes (1998, 2000 e 2006).
Foi candidato à prefeitura de Duque de Caxias pela primeira vez em 1996, terminando na terceira colocação. Em 2000, se candidatou a prefeitura do Rio de Janeiro pela chapa formada por PSB e PCB, obtendo 0,92% dos votos. Volta a concorrer em Caxias na eleição de 2004, sendo quarto colocado. Em 2012 é eleito prefeito de Duque de Caxias após vencer o ex-prefeito Washington Reis no segundo turno. Assumiu em 2013 prometendo um governo diferente. Em 2016 coordenou a campanha de Dica, mas perdeu no 2° para o Washington Reis. No ano de 2018, filiado ao PSD, se candidatou ao cargo de Deputado Federal, mas não se elegeu.  